# 96. Infanterie-Division (6. Königlich Sächsische)
Die 96. Infanterie-Division (6. Königlich Sächsische) war ein Großverband der Sächsischen Armee im Verbund des Deutschen Heeres im Ersten Weltkrieg.

## Geschichte
Die Division wurde am 3. Mai 1917 an der Ostfront zusammengestellt, wo sie bis zum Ende des dortigen Waffenstillstandes bis Ende Februar 1918 im Einsatz war. Sie wurde dann an die Westfront verlegt, wo die Division ab April in die Stellungskämpfe in Lothringen und in den Vogesen eingriff. Nach Kriegsende erfolgte die Räumung des besetzten Gebietes und der Rückmarsch in die Heimat. Dort wurde die Division ab Januar 1919 demobilisiert und schließlich aufgelöst. Einziger Kommandeur des Großverbandes war der sächsische Generalmajor Friedrich von der Decken.

### Gefechtskalender

#### 1917
- 04. Mai bis 30. Juni – Stellungskrieg südlich Brody
- 01. bis 6. Juli – Abwehr der russischen Sommeroffensive
  - 1. bis 2. Juli – Erste Abwehrschlacht bei Koniuchy-Hodow
  - 1. bis 6. Juli – Abwehrschlacht östlich Zloczow
  - 2. und 6. Juli – Abwehrschlacht östlich Pomorzany
  - 6. Juli – Zweite Abwehrschlacht bei Koniuchy-Hodow
- 07. bis 18. Juli – Stellungskämpfe östlich Zloczow
- 19. bis 23. Juli – Durchbruchschlacht in Ostgalizien
  - 20. Juli – Durchbruch der Höhenstellung bei Koniuchy
  - 21. Juli – Kamienna-Gora, an der Bahnlinie Brzezany-Tarnopol bei Denysow
  - 22. Juli – Rakowiec-Höhe
  - 23. Juli – Strypa-Übergang
- 23. bis 30. Juli – Verfolgungskämpfe in Ostgalizien
  - 24. bis 25. Juli – an der Dubyna-Höhe, bei Brykula und bei Romanowka
  - 29. bis 30. Juli – Husiatyn
- 31. Juli bis 2. August – Kämpfe um den Zbrucz, zwischen Zbrucz und Sereth
  - 31. Juli bis 2. August – Hussjatyn
- 03. August bis 7. Dezember – Stellungskämpfe zwischen Dnjestr und Zbrucz, am Zbrucz und zwischen Zbrucz und Sereth
- 08. bis 17. Dezember – Waffenruhe
- ab 17. Dezember – Waffenstillstand

#### 1918
- bis 23. Februar – Waffenstillstand
- 24. Februar bis 9. März – Transport nach dem Westen
- 06. April bis 11. November – Stellungskämpfe in Lothringen und in den Vogesen
- ab 12. November – Räumung des besetzten Gebietes und Marsch in die Heimat

## Kriegsgliederung 1917/18
- 177. Infanterie-Brigade
  - Ersatz-Infanterie-Regiment Nr. 40
  - Landwehr-Infanterie-Regiment Nr. 102
  - Reserve-Infanterie-Regiment Nr. 244
  - 4. Eskadron/1. Königlich Sächsisches Husaren-Regiment „König Albert“ Nr. 18
- Artillerie-Kommandeur Nr. 140
  - Reserve-Feldartillerie-Regiment Nr. 53
- Pionier-Bataillon Nr. 96
- Divisions-Nachrichten-Kommandeur Nr. 96